# Warez
Warez è un termine in gergo informatico che indica materiale, prevalentemente software, distribuito in violazione del copyright che lo protegge.

## Origine del termine
Storicamente il termine non è associato ad alcuno scopo di lucro, quanto piuttosto di perdita di profitto per il mancato acquisto del prodotto informatico: la vendita non è caratteristica del Warez. Solitamente ci si riferisce a distribuzioni di software ad opera di gruppi organizzati e limitatamente alla cerchia di amici e conoscenti o utenti con i medesimi interessi, in contrapposizione con le reti peer-to-peer. 
Le origini del termine risalgono ai primi circoli underground di appassionati di computer che si scambiavano programmi attraverso le BBS e, da allora, si è evoluto fino ad indicare uno o più software distribuiti illegalmente (da cui la forma plurale di (soft) Wares distorta con carattere lievemente dispregiativo in Warez).
In lingua inglese, warez è utilizzato come sostantivo o come verbo, che significa piratare.
Le persone che distribuiscono warez sono indicati come pirati informatici, mentre coloro che rimuovono le protezioni del software sono noti come cracker. Solitamente sono i cracker i primi a diffondere in rete il software che hanno illegalmente modificato; probabilmente, ciò è la ragione per la quale sono conosciuti piuttosto col nome di pirati informatici e per cui nel gergo comune si è diffuso tal termine, a dispetto di quello di cracker, relativamente poco usato e spesso erroneamente confuso con quello di hacker. Sostanzialmente la differenza sta nel fatto che un cracker è un "distruttore" mentre un hacker è un "creativo".

## Diffusione
Ultimamente il Warez è sempre più associato al concetto di lucro, a causa dei numerosi siti internet che offrono collegamenti a download illegali, previo pagamento di un compenso. In altri casi non è richiesta alcuna forma di pagamento diretta, ma il lucro deriva dall'utilizzo di forme di pubblicità invasiva, talvolta anche di tipo virale. Un rischio per l'utente che ricerca materiale di questo tipo è costituito dai cosiddetti siti warez civetta: il download effettuato non contiene il programma scelto, bensì varietà di trojan, malware e worm. Lo scopo è alimentare le oramai vaste botnet, usate per vari scopi illeciti.
Molto spesso i pirati informatici ricorrono ai motori di ricerca più comuni, come Google, per trovare crack, patch, keygen, i quali modificano il programma per rendere funzionante la versione completa a pagamento. I pirati informatici diffondono anche codici seriali acquistati legalmente oppure ottenuti attraverso il  metodo della forza bruta.